# 不要說我們一無所有
不要說我們一無所有（英語：Do Not Say We Have Nothing）是鄧敏靈（Madeleine Thien）在2016年出版的小說。 內容以加拿大一名十歲的第二代華僑視角出發，敘述當她遇上母親邀請來家居住的一名中國難民後，因而開始發現父親及其同輩的過去。故事內容涉及從中共建國、文化大革命以至六四事件的歷史。小說廣受好評，在2016年獲得吉勒奖和加拿大總督獎，亦入圍布克奖。

## 情节摘要
故事一開始以加拿大溫哥華一名十歲的華裔女孩瑪麗的視角敘述，她和來自香港的母親同住，而父親來自中國長沙，本來是音樂家，在故事開始前自殺身亡，僅遺下一堆筆記和唱片。1991年，母親把十九歲的愛明（音譯）帶回家。 愛明剛剛經歷了1989年六四事件，是剛剛逃離中國的難民，在加拿大申請政治庇護。和愛明的相遇，促使瑪莉亞認識父親的過去，進而認識中國動盪不安的近代史，從中華人民共和國立國開始以來的土改、文化大革命期間其父輩在上海音乐学院的悲慘經歷，以至愛明所經歷的六四事件及其餘波。

## 主要角色
- 江麗玲（Jiang Li-ling）：英文名瑪麗（Marie），是主角和故事的敘述者。故事以她的視角出發去理解過去幾代人，如大刀媽（Big Mother Knife）、麻雀（Sparrow）在中國文革的經歷。
- 江凱（Jiang Kai）：瑪麗的父親。故事一開始他離開了妻子和女兒回到香港，最終自殺。後來我們知道他從前在上海音樂學院唸書，和麻雀有密切的關係。
- 媽（Ma）：瑪麗的母親除了照顧女兒，更接收了來加拿大尋求政治庇護的愛明，稱呼愛明為姪女。
- 愛明（Ai-ming）：愛明是麻雀和凌的女兒，也是怡文（Yiwen）的鄰居。她曾參與天安間廣場的抗議運動，六四事件發生後逃到加拿大尋求政治庇護。
- 大刀媽（Big Mother Knife）：大刀媽是巴魯特的妻子，漩的妹妹，以及麻雀、飛熊和大山的母親。因為巴魯特的政治背景，導致其一家在土改及文革受到一連串打擊。
- 漩（Swirl）：大刀媽的妹妹、文夢者的妻子。文夢者和漩在文革期間被批鬥，在勞改營中接受「再教育」。他們私底下把一些珍貴的文物、外國書籍和其它違禁品收藏。
- 巴魯特（Ba Lute）：巴魯特是大刀媽的丈夫，麻雀等等的父親。麻雀在國共內戰時出生，巴魯特當時是一名解放军，曾經很相信共產黨會帶來新希望。
- 麻雀（Sparrow）：麻雀，是飛熊和大山的哥哥，以及朱莉的表兄弟。麻雀曾經寫過幾首交響曲，但因懼怕政治批鬥而不敢發表，和江凱在上海音樂學院認識而有親密關係。
- 文夢者（Wen the Dreamer）
- 朱莉（Zhuli）
- 飛熊（Flying Bear）和大山（Big Mountain）
- 凌（Ling）
- 陸怡文（Lu Yiwen）

## 典故
作者在故事裏曾提及不少中國的典故和中共常用的歌曲，典籍包括司馬遷的史記、歌曲有瞿秋白翻譯的國際歌、东方红以及游击队歌等等。亦提及不少古典音樂的作者，包括巴赫、肖斯塔科维奇等等。

## 奖項和荣誉
- 2016 入围布克奖。[8]
- 2016 贏得丰业银行吉勒奖。[9]
- 2016 贏得加拿大總督獎英文小說獎。[10]
- 2016 安德魯．卡內基獎小說及非小說獎項候選名單。[11]
- 2017 贏得爱德华斯坦福大学旅行写作奖。[12]
- 2017 入圍贝利妇女奖小說獎。[13]
- 2017 入圍拉赫邦尼斯文學獎。[14]

## 評價
纽约时报專欄作者樊嘉扬讚揚這小說「宏大有力」、「真實誠墾」。珍妮弗．辛尼亞，另一位纽约时报作者，讚揚這本小說橫跨三個世代、兩個大陸，涵蓋政治、藝術等多範疇，有著俄國十九世紀小說一樣宏大的結構。
布赖恩·贝休恩，讚揚這本書獲得加拿大總督獎實至名歸，把歷史和記憶巧妙地結合。
环球邮报的麥克·麥迪利在宣佈吉勒奖時，說鄧女士是加拿大最有才華的年輕作家，在此書獲獎之前已一直備受好評，到今天才頒獎給她實在太遲。
劳伦斯·希爾，吉勒奖的評審員，指這本書談及人如何在文化滅絕之時保護音樂和愛情，令人激賞。
布朗溫·特朗尼，在加拿大文學評論雜誌中說道，鄧敏靈不單專注於文革，更將較早前的大飢荒以至後來的六四事件都寫了進去，這是難得的成就。